# Télenzépine
La télenzépine est une substance chimique qui est un antimuscarinique M1 sélectif utilisé dans le traitement des ulcères gastro-duodénaux. La télenzépine est atropoisomérique car la molécule a une liaison simple C-N dont la rotation est bloquée et constitue donc un axe stéréogène. En solution aqueuse neutre, elle affiche une demi-vie pour la racémisation de l'ordre de 1000 ans. Les énantiomères ont été résolus. L'isomère dextrogyre (+) est environ 500 fois plus actif que l'isomère lévogyre (-) au niveau des récepteurs muscariniques dans le cortex cérébral du rat.